# GW170608
GW170608 va ser un senyal d'ones gravitacionals detectat per l'observatori LIGO el 8 de juny de 2017 a les 02:01:16.49 UTC i és el resultat de la fusió de dos forats negres amb una massa de {\displaystyle 12_{-2}^{+7}} i {\displaystyle 7_{-2}^{+2}} masses del sol.

## Detecció de l'esdeveniment
El senyal va ser detectat a les 02:01:16.49 UTC del 8 de juny de 2017 pels dos observatoris LIGO, tot i que l'observatori de Hanford estava realitzant tasques de manteniment i l'alarma automàtica de detecció la va engegar la instal·lació de Livingston. Com que les teines de manteniment a Hanford no van afectar la qualitat de les dades, es va poder recuperar el senyal detectat i tenir dades dels dos observatoris. El senyal va arribar primer al detector de Hanford i 7 mil·lisegons després a la instal·lació de Livingston.
En aquest cas l'observatori VIRGO encara no estava en funcionament i d'aquí la gran incertesa de la posició de la font a l'espai.
Es va llençar un avís pels observadors electromagnètics convencionals al cap de 13 hores i mitja després de l'esdeveniment i donant una regió del cel d'aproximadament 860 graus².

## Origen astrofísic
El senyal GW170608 prové de la fusió de dos forats negres amb una massa de {\displaystyle 12_{-2}^{+7}} i {\displaystyle 7_{-2}^{+2}} masses del Sol a una distància de {\displaystyle 340_{-140}^{+140}} Megaparsecs de distància de la Terra. El forat negre resultat és de 18{\displaystyle 18_{-0.9}^{+4.8}} masses del Sol i l'energia emesa en forma d'ones gravitacionals va ser de {\displaystyle 0.85_{-0.17}^{+0.07}} masses solars. És l'observació en ones gravitacionals de la fusió de dos forats negres amb menys massa feta fins al moment.
S'han detectat de manera indirecta fusions de forats negres de masses similars mitjançant observació de raigs-X. És de suposar que es podrà ampliar el coneixement d'aquests esdeveniments ampliant les dades actuals amb aquesta nova forma de detecció.